# Naczelna Komenda Organizacji Harcerskiej na Warmię i Mazury
Naczelna Komenda Organizacji Harcerskiej na Warmię i Mazury – polska organizacja harcerska utworzona na terenie Prus Wschodnich w 1920 roku.

## Historia
Jednym z przejawów polskiej akcji plebiscytowej na Warmii, Mazurach i Powiślu w 1920 r. było powołanie Naczelnej Komendy Organizacji Harcerskiej na Warmię i Mazury (NKOH W-M). Powstała ona na podstawie rozporządzenia Ministerstwa Spraw Wojskowych Oddziału II Sztabu z dnia 15 czerwca 1920 roku. Na jej kierownika i komendanta został wyznaczony, z ramienia Oddziału II Sztabu, podporucznik Adam Ciołkosz z 55 pułku piechoty.
Siedzibą nowo powstałej organizacji harcerskiej zostało Działdowo, leżące w niewielkiej odległości od terenu plebiscytowego. Biuro NKOH W-M mieściło się w budynku koszar wojskowych i urzędowało pod nazwą Harcerskiego Biura Informacyjnego na Warmię i Mazury (HBI  W-M). Prace NKOH W-M finansowało przede wszystkim Ministerstwo Skarbu poprzez Oddział II Sztabu, a jej Komendant Naczelny wysyłał meldunki tygodniowe z przebiegu działalności do porucznika Jana Gołębiowskiego - kierownika Wydziału Plebiscytowego Oddziału II.
Prace rozpoczęto przy pomocy zgłaszających się ochotniczo instruktorów harcerskich. Z powodu niewielkiej liczby instruktorów zdecydowano się wysyłać ich przede wszystkim do większych skupisk polskości, gdzie organizowano pierwsze drużyny harcerskie, a następnie przy ich pomocy starano się rozszerzać działalność na tereny mniej dostępne (o mniejszym odsetku ludności polskiej). Całokształt prac działalności harcerskiej prowadzono w trzech kierunkach – propagandowym, organizacyjnym i programowym. W ten sposób już w pierwszych dniach lipca 1920 roku powstały stosunkowo liczne drużyny w powiatach: kwidzyńskim i sztumskim. Ich kierownikami– zastępowymi zostawali miejscowi chłopcy.
Kontakt z nowo powstałymi drużynami utrzymywano przy pomocy instruktorów. Byli to najczęściej zdemobilizowani żołnierze oddelegowani do pracy harcerskiej przez Oddział II lub instruktorzy przysłani z głębi kraju przez Związek Harcerstwa Polskiego. ZHP przysłał na początku lipca 1920 r. 9 druhów, którzy pracowali w Kwidzynie, Olsztynie, Działdowie oraz Lubawie. Odwiedzali oni młodzież w większych ośrodkach harcerskich, co najmniej raz w tygodniu prowadząc wykłady, zabawy, musztry i omawiając program pracy na najbliższą przyszłość.
Najliczniejsze i najlepiej zorganizowane drużyny NKOH W-M znajdowały się w Sztumie, Sztumskiej Wsi, Sztumskim Polu, Tychnowcach, Janowie, Lignowach, Pastwie, Gardeji, Olsztynie i Malborku. Również w innych mniejszych miejscowościach powstało wiele luźnych zastępów, z którymi kontakty były bardzo utrudnione z powodu niedostatecznej liczby instruktorów harcerskich i braku środków transportu. Przesyłano tam jednak fachowe podręczniki harcerskie.
Sprawą rozwoju harcerstwa w Prusach Wschodnich zainteresowało się Naczelnictwo Związku Harcerstwa Polskiego w Warszawie, które 22 czerwca 1920 r. podjęło uchwałę o powołaniu do życia Wydziału Plebiscytowego. Kierownictwo Wydziału powierzono Stanisławowi Rudnickiemu. Wszystkie drużyny podległe dotychczas władzom wojskowym podporządkowano również Wydziałowi Plebiscytowemu Związku Harcerstwa Polskiego. Nazwa i kierownictwo pozostały bez zmian. Władze wojskowe uzyskały tym samym znaczną pomoc ze strony ZHP w dalszym rozwoju drużyn harcerskich. Chodziło tu nie tylko o przysyłanie wykwalifikowanych instruktorów, ale również o dostarczanie fachowych podręczników.	 
NKOH W-M ogromną uwagę poświęcała sprawom związanym z agitacją, zwłaszcza w okresie przedplebiscytowym. Duży nacisk kładziono na organizację wieców, na których instruktorzy NKOH nawoływali młodzież polską do organizowania się w drużynach ZHP i do głosowania w plebiscycie za Polską, rozpowszechniając przy tym broszurki, książki oraz odezwy harcerskie.
W okresie przed plebiscytem odbyły się wiece harcerskie m.in.w: Kwidzynie (7 VII), Janowie (6 VII), Sztumie (8 VII), Sztumskiej Wsi (9 VII), Sztumskim Polu (10 VII), Tychnowcach (10 VII),Gardeji (10 VII), Olsztynie (2 VII).
W przededniu bitwy warszawskiej NKOH wzywała swych podkomendnych - m.in. na łamach prasowych - do wypełnienia obowiązku wobec ojczyzny:
Harcerze i Harcerki! Wstępując do Związku przyrzekliście „mam szczerą wolę całem życiem pełnić służbę Bogu i Ojczyźnie”. Dzisiaj nadszedł czas wypełnić słowa przysięgi. Wzywano przede wszystkim harcerzy z rocznika 1903 i starszych do ochotniczego wstępowania do armii, młodszych druhów zaś (w wieku 14 – 17 lat) do pełnienia pomocniczej służby w garnizonach i do służby ordynansowej. 
Po przegranym plebiscycie (odbył się on w dniu 11 lipca 1920) represje Niemców wobec ludności polskiej, masowa ucieczka tejże na terytorium Polski, a także wyjazd kierowników grup harcerskich i wstępowanie ich do wojska polskiego w dniach nawały bolszewickiej, zniszczyły w znacznej mierze plany pracy zaprojektowane przez Adama Ciołkosza. Luźne zastępy harcerskie uległy często zupełnemu rozbiciu. W tych warunkach program dalszej pracy harcerskiej zakładał prowadzenie agitacji przy pomocy harcerzy z byłych terenów plebiscytowych przyznanych Polsce, konsolidację działalności w powiatach Kwidzyn i Sztum oraz stopniowe, ponowne próby rozszerzania harcerstwa w powiecie olsztyńskim i ostródzkim.
W połowie września 1920 r. NKOH W-M przeszła reorganizację. Przeniosła przede wszystkim swe biuro informacyjne do Gniewu. Od tej pory celem jej działalności stało się tworzenie drużyn harcerskich w najbliższym sąsiedztwie byłego terenu plebiscytowego oraz w miejscowościach, które w wyniku głosowania przypadły Polsce (Janowo, Lignowy itp.), a także (w miarę możliwości) ponowne organizowanie i wzmacnianie drużyn po drugiej stronie granicy w takich miejscowościach jak Sztum, Kwidzyn, Tychnowo i innych. Jednak działalność NKOH W-M dobiegała już końca. Z powodu zarówno niemożliwości osiągnięcia poważniejszych sukcesów, jak i również likwidacji wszelkich spraw związanych z akcją plebiscytową na terenie Warmii, Mazur i Powiśla, rozkazem Szefa Oddziału II Sztabu z dnia 23 października 1920 r. NKOH W-M została rozwiązana. Przeprowadzenie wszystkich spraw związanych z jej likwidacją miała dokonać Naczelna Komenda Straży Mazurskiej.
NKOH W-M w okresie swej działalności skupiła łącznie w swych zastępach i drużynach harcerskich około 200-250 chłopców. Największe sukcesy odnotowała na Powiślu, znacznie mniejsze na Warmii (wyłącznie na terenie powiatu olsztyńskiego) Prawie zupełnie brakuje informacji na temat jej działalności na terenie Mazur.